# Gor (Spagna)
Gor è un comune spagnolo di 1 035 abitanti situato nella comunità autonoma dell'Andalusia.